# Sesuvium
Sesuvium – rodzaj roślin z rodziny pryszczyrnicowatych (Aizoaceae). Obejmuje 14 gatunków. Zasięg rodzaju obejmuje wszystkie kontynenty w strefie międzyzwrotnikowej i sięga stref umiarkowanych na obu półkulach, na północy po Oregon i Nowy Jork, Maroko i Tunezję oraz Japonię. Rośliny te są halofitami związanymi głównie z wybrzeżami mórz i oceanów. Najszerzej rozprzestrzeniony, pantropikalny gatunek – S. portulacastrum – jest odporny na zanieczyszczenie środowiska i zasiedla m.in. wybrzeża, na których zniszczono namorzyny. 
W XIX wieku dla rodzaju zaproponowano polskie nazwy „rozchodnica” i „ślężyna”, ale pojawiały się one tylko w publikacjach słownikowych i tylko do ok. połowy XX wieku.

## Morfologia

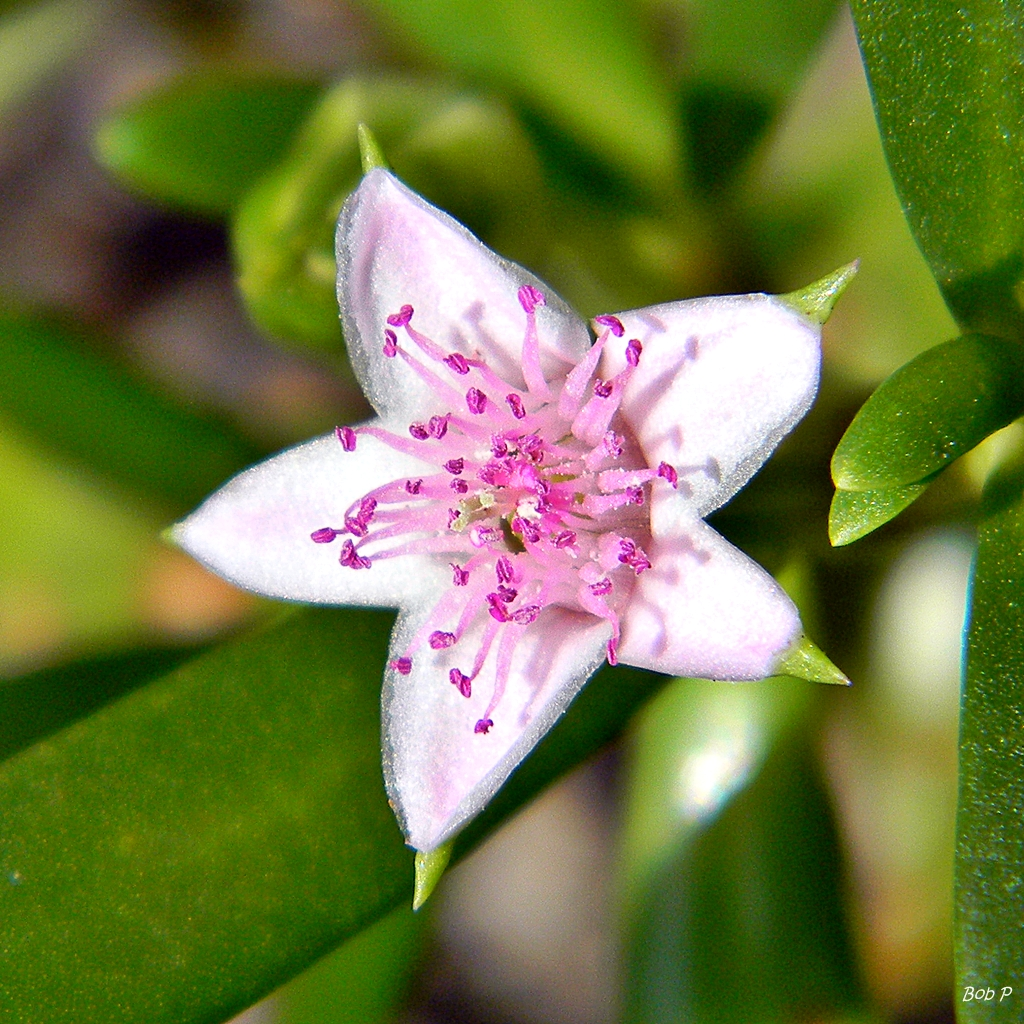
Sesuvium portulacastrum

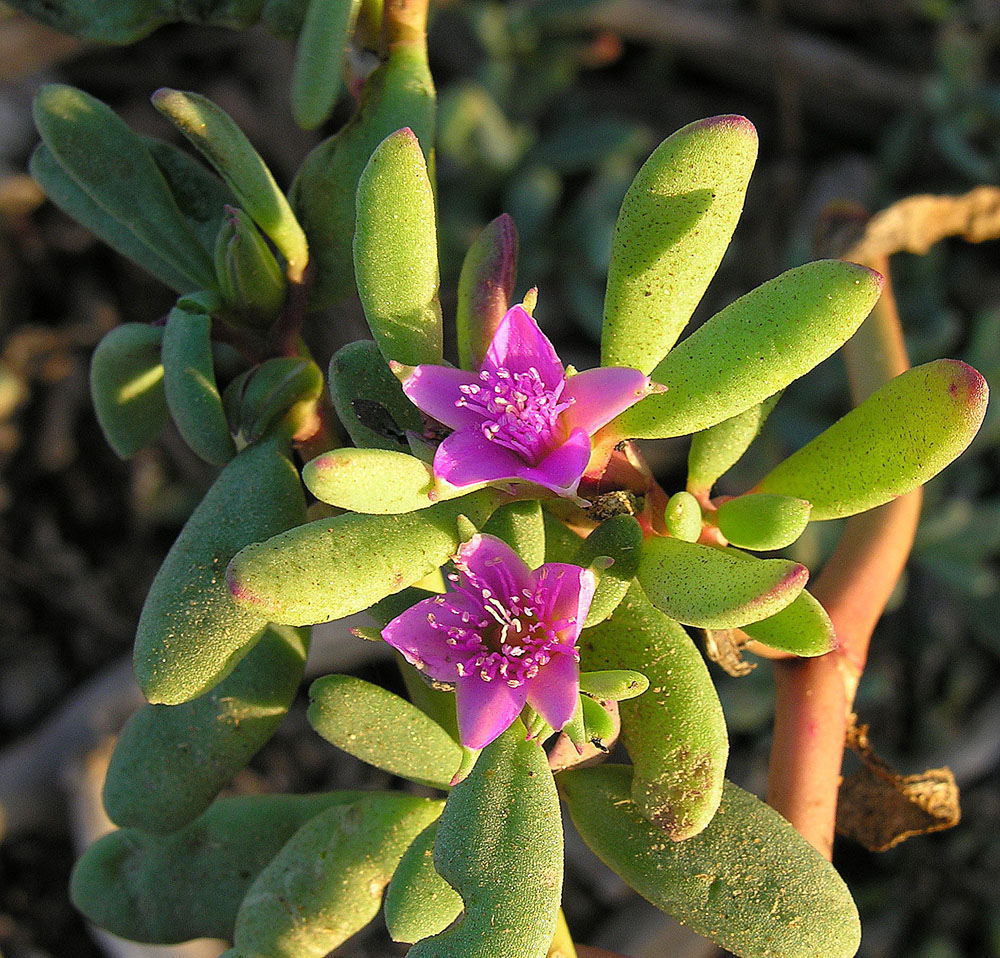
Sesuvium verrucosum

PokrójRośliny zielne, zarówno jednoroczne jak i byliny, rzadziej krzewy. Pędy zwykle wzniesione, podnoszące się i płożące, niektóre korzeniące się w węzłach, gruboszowate, często brodawkowate (z komórkami magazynującymi wodę).
LiścieNaprzeciwległe, bez przylistków. Blaszka mięsista, wałeczkowata do jajowatej, całobrzega, u nasady obejmująca łodygę, zwykle tu rozszerzona i błoniasta na brzegu. Liście wyrastające z tego samego węzła są podobnej wielkości.
KwiatyPojedyncze lub zebrane w wierzchotki wyrastające w kątach liści, siedzące lub szypułkowe, obupłciowe. Hypancjum stożkowate. Działki kielicha w liczbie pięciu, z łatkami od zewnątrz zielonymi, od wewnątrz czerwonymi, różowymi, purpurowymi, rzadziej białymi, często zakończonymi kapturkowato. Płatków korony brak. Pręcików jest od kilku do kilkudziesięciu. Zalążnia jest wpół dolna i powstaje z 2–5 owocolistków i odpowiednio ma taką samą liczbę komór, szyjek słupka i znamion.
OwoceOwalne, jajowate do stożkowatych cienkościenne torebki zawierające liczne nasiona i otwierające się dookoła u dołu. Nasiona otoczone są zwykle czarną lub brązową osnówką.

## Systematyka
Rodzaj z rodziny pryszczyrnicowatych (Aizoaceae), w obrębie której zaliczany jest do podrodziny Sesuvioideae i plemienia Sesuvieae.
Wykaz gatunków
- Sesuvium ayresii Marais
- Sesuvium congense Welw. ex Oliv.
- Sesuvium crithmoides Welw.
- Sesuvium edmonstonei Hook.f.
- Sesuvium humifusum (Turpin) Bohley & G.Kadereit
- Sesuvium hydaspicum (Edgew.) Gonç.
- Sesuvium maritimum (Walter) Britton, Sterns & Poggenb.
- Sesuvium mezianum (K.Müll.) Bohley & G.Kadereit
- Sesuvium parviflorum DC.
- Sesuvium portulacastrum (L.) L.
- Sesuvium revolutifolium Ortega
- Sesuvium rubriflorum (Urb.) Bohley & G.Kadereit
- Sesuvium sesuvioides (Fenzl) Verdc.
- Sesuvium trianthemoides Correll